# Lubinka (dopływ Dunajca)
Lubinka, także Lubianka – potok, prawy dopływ Dunajca. Ma źródła na wysokości około 440 m n.p.m. na północnych stokach wzgórza Wał na Pogórzu Rożnowskim. Początkowo spływa w kierunku północno-zachodnim, następnie w obrębie zabudowanych obszarów wsi Lubinka zmienia kierunek na południowo-zachodni i spływa dnem doliny między grzbietami Wału i Lubinki. Przepływa przez miejscowości Lubinka i Janowice. W tej ostatniej na wysokości około 208 m uchodzi do Dunajca.